# Indigo Borboleta Anil
Indigo Borboleta Anil é o álbum de estreia da cantora brasileira Liniker, lançado em 9 de setembro de 2021. O álbum contém faixas com participações de Milton Nascimento, Tássia Reis e duas orquestras sinfônicas. É um passo gigante ao estrear em sua carreira solo com o novo álbum, que traz uma verdadeira viagem interna pelos reencontros da artista com suas grandes referências e com sua ancestralidade.
O álbum venceu o Grammy Latino de 2022 na categoria de Melhor Álbum de Música Popular Brasileira, tornando Liniker a primeira artista trans brasileira a ganhar um Grammy Latino.

## Sobre o álbum
Indigo Borboleta Anil é o primeiro álbum solo da cantora após a separação da banda Liniker e os Caramelows e conta com a participação de Milton Nascimento e Tássia Reis, arranjos das orquestras Jazz Sinfônica de Ruriá Duprat e Orkestra Rumpilezz  de Letieres Leite, letras com colaboração de Tulipa Ruiz, Mahmundi, Tassia Reis e Vitor Hugo e com produção de Liniker, Júlio Feijuca e Gustavo Ruiz.
Júlio Feijuca é integrante do grupo musical Sambô e produtor de grandes artistas como Emicida em "AmarElo", Xênia Franca, Péricles e Luedji Luna. Gustavo Ruiz é produtor musical e irmão de Tulipa Ruiz, com quem tem o Brocal Musical, produtora, editora e estúdio que já receberam artistas como Linn da Quebrada, Gilberto Gil e Liniker (artista).

### O processo
Após dois álbuns de sucesso lançados em conjunto à banda, Remonta e Goela Abaixo, que conquistaram, respectivamente, indicações ao Prêmio Multishow de Música Brasileira em 2016 e ao Grammy Latino de 2019. No contexto do lançamento, Liniker declarou que lançar um trabalho sozinha após o sucesso dos discos anteriores foi desafiador, justamente por conta das muitas expectativas do público de continuar fazendo exatamente o que foi iniciado, o que talvez não aconteceria nesse primeiro álbum solo, "mas eu precisava dar esse passo por mim mesma".
Uma curiosidade é que a música "Antes de Tudo" é a primeira composição da cantora, de quando tinha apenas 15 anos - "Eu precisei de um tempo, tanto que ver que ainda estou nesse processo de cura de mim mesma é muito especial". Por considerar a música um processo vivo, que acontece a partir do momento em que você se conecta, Liniker decidiu "reformar" a sua primeira composição e lançá-la como segunda faixa de seu álbum solo. Essa conexão é com sua ancestralidade, que por sua vez se aflorou durante a pandemia ao descobrir que o seu avô é de Casa Nova, na Bahia, um de seus lugares favoritos, além de ter uma orquestra baiana no time de desenvolvimento do disco - " me fez perceber uma conexão entre o passado, presente, futuro e além".

### Parcerias
O álbum conta com colaborações escolhidas a dedo por Liniker com a intenção de "se conectar com todas as minhas referências, então muito vem da banda que escolhi para tocar, de músicos e musicistas que sempre admirei". Nomes como Milton Nascimento e Tássia Reis aparecem nas faixas "Lalange" e "Diz Quanto Custa", respectivamente, além das orquestras Jazz Sinfônica de Ruriá Duprat e Orkestra Rumpilezz  de Letieres Leite.
As participações também aparecem com a aparição do DJ Nyack  e com o coro da Tulipa Ruiz no feat da Tassia Reis, "Diz Quanto Custa".

## Prêmios e indicações
| Ano  | Premiação     | Categoria                                 | Resultado | Ref.  |
| ---- | ------------- | ----------------------------------------- | --------- | ----- |
| 2022 | Grammy Latino | Melhor Álbum de Música Popular Brasileira | Venceu    | [ 7 ] |
| 2022 | Grammy Latino | Melhor Álbum de Engenharia de Gravação    | Indicada  | [ 7 ] |

## Lista de faixas
| N.º | Título                                 | Compositor(es)                               | Duração |  |
| 1.  | "Clau"                                 | Liniker                                      | 4:14    |  |
| 2.  | "Antes de Tudo"                        | Liniker                                      | 3:49    |  |
| 3.  | "Lili"                                 | Liniker                                      | 4:19    |  |
| 4.  | "Psiu"                                 | Liniker                                      | 4:55    |  |
| 5.  | "Lua de Fé"                            | Liniker                                      | 3:45    |  |
| 6.  | "Lalange" (feat. Milton Nascimento)    | Liniker                                      | 4:17    |  |
| 7.  | "Baby 95"                              | Liniker, Mahmundi, Tássia Reis e Tulipa Ruiz | 5:18    |  |
| 8.  | "Presente"                             | Liniker                                      | 4:58    |  |
| 9.  | "Diz Quanto Custa" (feat. Tássia Reis) | Liniker, Mahmundi, Tássia Reis e Vitor Hugo  | 3:22    |  |
| 10. | "Vitoriosa"                            | Liniker                                      | 4:51    |  |
| 11. | "Mel" (bônus)                          | Liniker                                      | 5:07    |  |